# ستوق بغرا خان
عبدالکریم ستوق بغرا خان (درگذشت ۹۵۵ میلادی) از خاقانان قراخانیان بود و از نخستین فرمان‌روایان ترک‌تبار به‌شمار می‌رفت که به اسلام گروید. گرویدن او به اسلام،  گرویدن مردمان زیر فرمانش را نیز در پی داشت.

## زندگی
ستوق بغرا خان در زمستان سال ۹۲۰ میلادی در آرتوش، یکی از روستاهای انبوه‌نشین تبار یغما، زاده شد. او در شش‌سالگی پدرش، بازیر ارسلان خان، را از دست داد و عمویش، اوغولچاق خان، مادرش را به همسری گرفت و این‌گونه ستوق را به فرزندی پذیرفت.

## گرویدن به اسلام
بر پایهٔ بازگفت‌های گوناگون، ستوق در دوازده‌سالگی با بازرگانی به‌نام ابوالنصر از بخارا آشنا شد که به او آموزه‌های اسلامی را یاد داد. ابوالنصر با عموی ستوق، اوغولچاق خان، دوستی کرد و توانست در شهر آرتوش مسجدی بسازد. ستوق که پنهانی مسلمان شده بود، دوستانش را نیز به اسلام فراخواند. زمانی که اوغولچاق از این، آگاه شد، از ستوق خواست تا با ساخت پرستشگاهی تنگری‌باورانه، پایبندی خود به دین نیاکان را نشان دهد. نصر به ستوق پیشنهاد کرد که وانمود کند دارد پرستشگاهی تنگری‌باورانه می‌سازد، ولی به‌راستی مسجدی بسازد. اوغولچاق فریب خورد و باور کرد که ستوق ایمان پیشین خود را نگهداشته است. ولی پس از اندکی، ستوق فتوایی دریافت کرد که می‌گذاشت او برای اسلام، عموی خود را بکشد. او این کار را انجام داد و پس از کشتن اوغولچاق، کاشغر را به چنگ خود درآورد.

## جنگ‌های دینی
پس از به‌دست‌گرفتن فرمانروایی، ستوق بغرا خان جنگ‌هایی دینی دربرابر غیرمسلمانان آغاز کرد. او در این جنگ‌ها توانست قلمرو خود را پهناور کند و اسلام را در بخش‌های زیر فرمانش بگستراند.

## درگذشت
ستوق بغرا خان در سال ۹۵۵ میلادی درگذشت و در آرتوش به خاک سپرده شد. آرامگاه او در سال ۱۹۹۵ از سوی معمار اویغور، ابودرییم آشان، بازسازی شد و امروزه یکی از جایگاه‌های زیارتی آن سرزمین به‌شمار می‌رود.

## خانواده
ستوق بغرا خان دست‌کم چهار پسر و سه دختر داشت:
- موسی بیتاش خان
- سلیمان بن ستوق
- حسن بغرا
- حسین بغرا
- نصاب تارکان
- هدیه تارکان
- علا نور[۶]

## بن‌مایه
1. 1 2 3  Shaw، Robert (۱۸۷۸). A Sketch of the Turki Language: As Spoken in Eastern Turkistan ... ص. ۱۱۹–.
2. ↑  Róna-Tas، András (۱۹۹۹). Hungarians & Europe in the Early Middle Ages: An Introduction to Early Hungarian. Central European University Press. ص. ۲۵۶.
3. ↑  Millward، James A. (۲۰۲۱). Eurasian Crossroads: A History of Xinjiang (ویراست ویراست بازنگری‌شده). Columbia University Press. صص. ۵۰–۵۱. شابک ۹۷۸-۰-۲۳۱-۲۰۴۵۵-۲. از پارامتر ناشناخته |محل= صرف‌نظر شد (کمک)
4. ↑  Soucek، Svat (۲۰۰۲). A History of Inner Asia. Cambridge University Press. ص. ۸۴.
5. ↑  «Sultan Satuq Bughra Khan Biography». Pantheon World. دریافت‌شده در ۱۱ آوریل ۲۰۲۵.
6. 1 2 3